# باتيرسون سبرينغز (كارولاينا الشمالية)
باتيرسون سبرينغز (بالإنجليزية: Patterson Springs, North Carolina)‏ هي بلدة أمريكية تقع في الولايات المتحدة في مقاطعة كليفلاند، كارولاينا الشمالية. يقدر عدد سكانها بـ 622 نسمة ومساحتها 2.4 كم2 وترتفع عن سطح البحر 280 متر.

## التركيبة السكانية
حدّد مكتب تعداد الولايات المتحدة بيانات التركيبة السكانية لباتيرسون سبرينغز في تعداد الولايات المتحدة. في ما يلي، التركيبة السكانية حسب تعدادي 2000 و2010.

### تعداد عام 2000
بلغ عدد سكان باتيرسون سبرينغز 620 نسمة بحسب تعداد عام 2000، وبلغ عدد الأسر 254 أسرة وعدد العائلات 170 عائلة مقيمة في البلدة. في حين سجلت الكثافة السكانية 262.7 نسمة لكل كيلومتر مربع (680.4/ميل2). وبلغ عدد الوحدات السكنية 272 وحدة بمتوسط كثافة قدره 115.3 لكل كيلومتر مربع (298.6/ميل2).
وتوزع التركيب العرقي للبلدة بنسبة 95.48% من البيض و3.23% من الأمريكيين الأفارقة و0.16% من الأمريكيين الأصليين و1.13% من عرقين مختلطين أو أكثر و0.81% من الهسبانيون أو اللاتينيون من أي عرق.
بلغ عدد الأسر 254 أسرة كانت نسبة 33.5% منها لديها أطفال تحت سن الثامنة عشر تعيش معهم، وبلغت نسبة الأزواج القاطنين مع بعضهم البعض 52.8% من أصل المجموع الكلي للأسر، ونسبة 8.3% من الأسر كان لديها معيلات من الإناث دون وجود شريك،  بينما كانت نسبة 5.9% من الأسر لديها معيلون من الذكور دون وجود شريكة وكانت نسبة 33.1% من غير العائلات. تألفت نسبة 24.8% من أصل جميع الأسر من عدة أفراد يعيشون في نفس المنزل ونسبة 7.5% كانت تتألف من شخص يعيش بمفرده يبلغ من العمر 65 عاماً أو أكثر. وبلغ متوسط حجم الأسرة المعيشية 2.44، أما متوسط حجم العائلات فبلغ 2.95.
بلغ العمر الوسطي للسكان 35.3 عاماً. وكانت نسبة 24.4% من القاطنين تحت سن الثامنة عشر، وكانت نسبة 9% بين الثامنة عشر والرابعة والعشرين عاماً، ونسبة 33.5% كانت واقعةً في الفئة العمرية ما بين الخامسة والعشرين والرابعة والأربعين عاماً، ونسبة 24.4% كانت ما بين الخامسة والأربعين والرابعة والستين، ونسبة 8.7% كانت ضمن فئة الخامسة والستين عاماً فما فوق. يوجد لكل 100 أنثى 104.6 ذكر، ويوجد لكل 100 أنثى في الثامنة عشر من عمرها فما فوق 113.2 ذكر.
بلغ متوسط دخل الأسرة في البلدة 32,368 دولارًا، أما متوسط دخل العائلة فبلغ 34,500 دولارًا. وكان متوسط دخل الذكور 31,591 دولارًا مقابل 25,577 دولارًا للإناث. وسجل دخل الفرد الخاص بالبلدة 15,092 دولارًا. وكانت نسبة 10.4% من العائلات ونسبة 16.5% من السكان تحت خط الفقر، وكان من هؤلاء نسبة 22.2% تحت سن الثامنة عشر ونسبة 2.6% في الخامسة والستين من العمر وما فوق.

### تعداد عام 2010
بلغ عدد سكان باتيرسون سبرينغز 622 نسمة بحسب تعداد عام 2010، وبلغ عدد الأسر 249 أسرة وعدد العائلات 164 عائلة مقيمة في البلدة. في حين سجلت الكثافة السكانية 263.6 نسمة لكل كيلومتر مربع (682.7/ميل2). وبلغ عدد الوحدات السكنية 270 وحدة بمتوسط كثافة قدره 114.4 لكل كيلومتر مربع (296.3/ميل2).
وتوزع التركيب العرقي للبلدة بنسبة 87.14% من البيض و8.68% من الأمريكيين الأفارقة و0.32% من الأمريكيين ذوي الأصول الآسيوية و0.80% من الأعراق الأخرى و3.05% من عرقين مختلطين أو أكثر و2.41% من الهسبانيون أو اللاتينيون من أي عرق.
بلغ عدد الأسر 249 أسرة كانت نسبة 33.3% منها لديها أطفال تحت سن الثامنة عشر تعيش معهم، وبلغت نسبة الأزواج القاطنين مع بعضهم البعض 45.8% من أصل المجموع الكلي للأسر، ونسبة 12.9% من الأسر كان لديها معيلات من الإناث دون وجود شريك،  بينما كانت نسبة 7.2% من الأسر لديها معيلون من الذكور دون وجود شريكة وكانت نسبة 34.1% من غير العائلات. تألفت نسبة 29.7% من أصل جميع الأسر من عدة أفراد يعيشون في نفس المنزل ونسبة 9.2% كانت تتألف من شخص يعيش بمفرده يبلغ من العمر 65 عاماً أو أكثر. وبلغ متوسط حجم الأسرة المعيشية 2.50، أما متوسط حجم العائلات فبلغ 3.10.
بلغ العمر الوسطي للسكان 35.6 عاماً. وكانت نسبة 26.5% من القاطنين تحت سن الثامنة عشر، وكانت نسبة 9.6% بين الثامنة عشر والرابعة والعشرين عاماً، ونسبة 27.7% كانت واقعةً في الفئة العمرية ما بين الخامسة والعشرين والرابعة والأربعين عاماً، ونسبة 25.9% كانت ما بين الخامسة والأربعين والرابعة والستين، ونسبة 10.3% كانت ضمن فئة الخامسة والستين عاماً فما فوق. وتوزع التركيب الجنسي للسكان بنسبة 49.5% ذكور و50.5% إناث.